# Ernst August von Hannover (1914–1987)
Ernest August (IV) Hanowerski, książę Hanoweru, książę Brunszwiku, książę Wielkiej Brytanii i Irlandii (Ernst August Georg Wilhelm Christian Ludwig Franz Nikolaus Oskar von Hannover, ur. 18 marca 1914 w Brunszwiku; zm. 9 grudnia 1987 w Pattensen) – od 30 stycznia 1953  do 9 grudnia 1987 roku tytularny książę Hanoweru, syn księcia Ernesta Augusta III z Hanoweru i księżnej Wiktorii Luizy Pruskiej.

## Życiorys
Ernest August urodził się w 1914 roku jako kolejny książę Brunszwiku-Lüneburga. Był synem Ernesta Augusta III i księżnej Wiktorii Luizy Pruskiej. Po upadku monarchii w 1918 wraz z rodzicami i rodzeństwem udał się na wygnanie do Austrii. Uczęszczał do szkoły z internatem w Salem. Po ukończeniu gimnazjum studiował prawo w Getyndze. Tam też uzyskał tytuł doktora praw w 1936 roku.
Podczas II wojny światowej brał udział w wojnie przeciwko ZSRR. Służył w Wehrmachcie do 1942 roku pod dowództwem generała Ericha Hoepnera. Został ranny wiosną 1943 roku w walkach o Charków. Po nieudanym zamachu na Hitlera 20 lipca 1944 roku został aresztowany przez gestapo. Był przetrzymywany przez kilka tygodni w Berlinie przy Prinz-Albrecht-Strasse. 

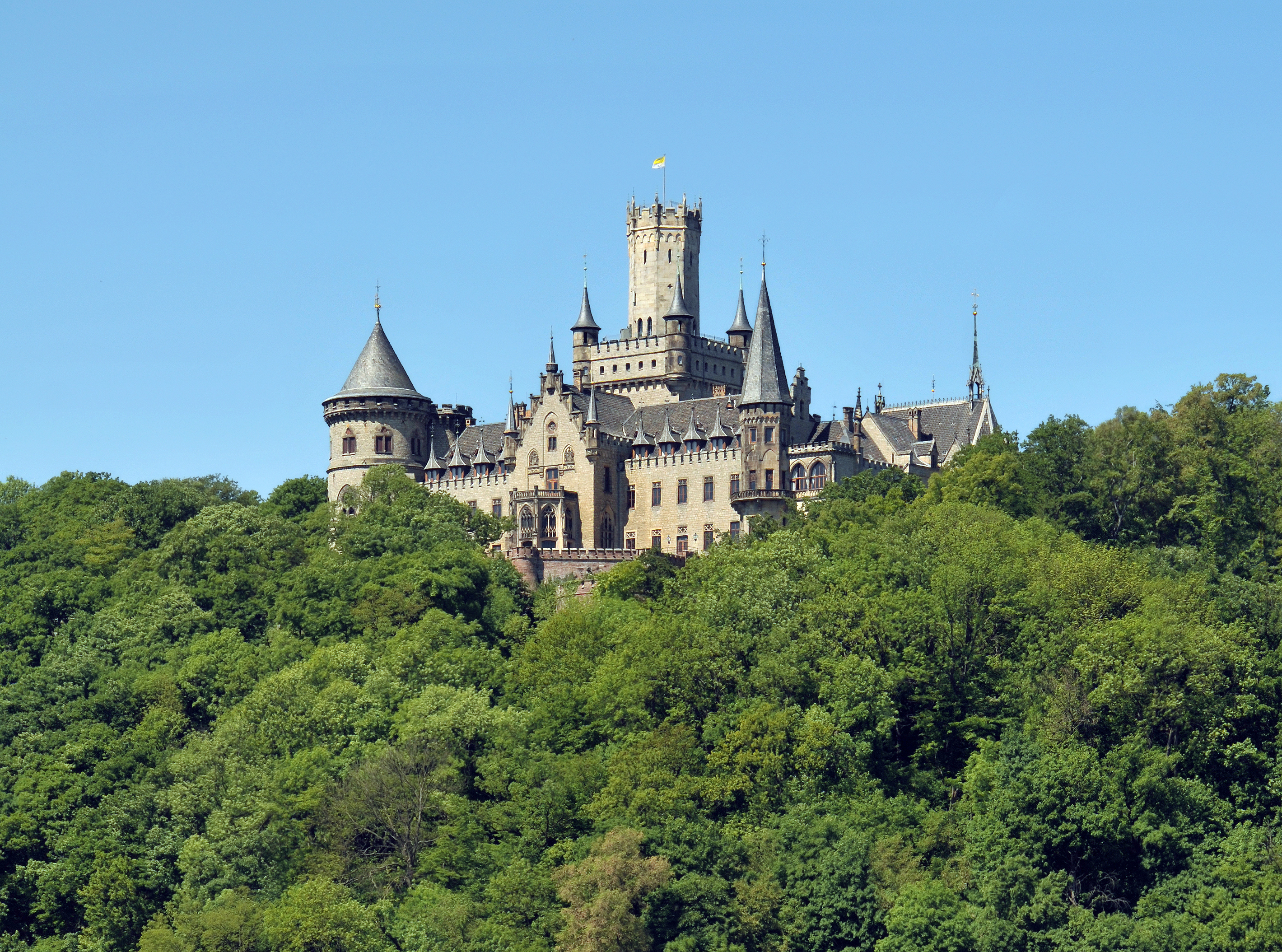
Zamek Marienburg, siedziba książąt hanowerskich

Po wojnie uciekł wraz z całą rodziną z zamku w Blankenburgu przed nadciągającą Armią Czerwoną na zamek Marienburg niedaleko Hanoweru. Po śmierci ojca został głową rodziny Welfów i głową dynastii hanowerskiej. Pod kierunkiem żony Ortrud zamek w Marienberg został przekształcony w pałac-muzeum. Książę Ernest August zmarł 9 grudnia 1987 roku w Pattensen. Jego następcą został najstarszy syn Ernest August.

## Rodzina
Ernest August IV był potomkiem króla Jerzego V, ostatniego władcy Królestwa Hanoweru. Spokrewniony był z wieloma domami panującymi Europy, poprzez matkę księżnę Wiktorię Luizę, córkę cesarza Wilhelma II z dynastią Hohenzollernów. Ojciec Ernesta Augusta IV, Ernest August III był ostatnim księciem Brunszwiku-Lüneburga w latach 1913-1918. Ernest August poślubił 5 września 1951 księżniczkę Ortrud Schleswig-Holstein-Sonderburg-Glücksburg (ur. 19 grudnia 1925, zm. 6 lutego 1980). Para miała sześcioro dzieci:
- Maria Wiktoria (ur. 1952),
- Ernest August (ur. 1954),
- Ludwik Rudolf (ur. 1955; zm. 1988)[2],
- Olga Zofia (ur. 1958),
- Aleksandra Irena (ur. 1959),
- Henryk Juliusz (ur. 1961).

Po śmierci pierwszej żony książę Ernest August ożenił się po raz drugi. 16 lipca 1981 roku poślubił hrabinę Monikę zu Solms-Laubach (ur. 8 sierpnia 1929, zm. 4 czerwca 2015). Para nie miała dzieci.